# Malacal

Malacal, ou Malakal, é uma cidade localizada no Sudão do Sul e capital do estado do Alto Nilo. É a segunda maior cidade do país, com 160.765 habitantes, só estando atrás de Juba. Durante a Segunda Guerra Civil Sudanesa, Malacal era uma guarnição da cidade de Cartum. Na sequência, com a independência do Sudão do Sul, em 9 de julho de 2011, as tropas da República do Sudão se retiraram de Malacal. Nessa cidade houve a Batalha de Malacal, em novembro de 2006.